# Couroupita
Couroupita ist eine Gattung von Pflanzen innerhalb der Ordnung der Heidekrautartigen. Lediglich drei Baumarten aus Mittel- und Südamerika werden dieser Gattung zugeordnet.

## Beschreibung

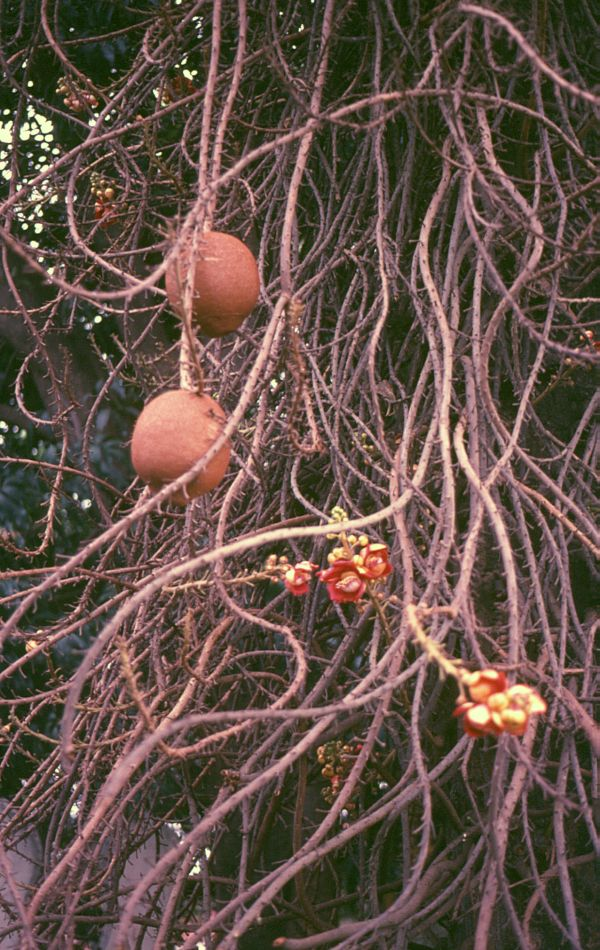
Früchte des Kanonenkugelbaums

Couroupita sind Bäume der Kronenschicht mit mittlerer bis riesiger Größe. Die Laubblätter stehen in Quirlen aus 7 bis 40 an den Spitzen der Zweige. Sie sind 8 bis 30 cm lang und meistens entlang der Achseln der Nebenadern borstig behaart.
Die Blütenstände stehen stängelblütig oder selten an den ältesten Zweigen auch stammblütig. Es sind Trauben oder unregelmäßig auch einzweigige, büschelartige Anordnungen von Trauben, das Wachstum der Blütenstandsachse ist nicht begrenzt. Die Blüten sind zygomorph, sie bestehen aus sechs Kelch- und sechs Kronblättern, eine Staubblatthaube fehlt (bei Couroupita nicaraguarensis) oder ist flach, die Staminodien bilden Staubbeutel aus. Der Fruchtknoten ist sechskammerig und enthält eine große Anzahl an Samenanlagen, die an einer zweilappigen Plazenta entlang der gesamten Länge der Kammer angeordnet sind.
Die Früchte sind nicht aufspringend und fallen bei Reife vom Baum. Sie sind mehr oder weniger kugelförmig, das Perikarp ist brüchig und zerspringt oftmals beim Aufschlagen der Frucht auf den Boden. Die Früchte enthalten eine Vielzahl von Samen, diese sind 10 bis 15 mm lang, die Oberfläche ist behaart, die Keimblätter des Embryo sind bereits blattartig und stehen entgegengesetzt. Die Samen sind von einem Fruchtfleisch umgeben, das sich bläulich-grün verfärbt, wenn es der Luft ausgesetzt ist. Trocknet das Fruchtfleisch ein, zerfällt es in sechs Teile, die im Längsschnitt halbmondförmig und im Querschnitt keilförmig sind.

## Vorkommen und Standorte
Die Gattung kommt in Mittelamerika von El Salvador bis ins östliche Panama sowie in Südamerika vom Amazonas bis hin nach Guayana reicht. Die Pflanzen wachsen in niedrig gelegenen Regenwäldern auf feuchten Böden.

## Systematik
Die Typusart der Gattung ist Couroupita guianensis. In der Gattung werden nur drei Arten unterschieden:
- Kanonenkugelbaum (Couroupita guianensis Aubl.)
- Couroupita nicaraguarensis DC.: Sie kommt von El Salvador bis Ecuador vor.[1]
- Couroupita subsessilis Pilg.: Sie kommt im nördlichen Brasilien und im nördlichen Peru vor.[1]